# Ezekiel (álbum)
Ezekiel es el segundo disco del grupo vasco Itoiz, publicado en 1980.
El grupo Itoiz había dejado de existir con la publicación de su primer disco. Su líder, Juan Carlos Pérez, empezó a trabajar en las canciones de otro que pensaba publicar bajo su propio nombre. Sin embargo, su discográfica le convenció para volver a usar el de Itoiz, que se había hecho bastante conocido en el País Vasco a consecuencia del relativo éxito de su disco anterior. Ezekiel es el único disco de Itoiz en el que no participa Foisis, que se encontraba realizando el servicio militar. Sin embargo, sí intervienen otros dos miembros del grupo del primer disco, como son Joseba Erkiaga y Antton Fernández, junto a otros músicos invitados.
En palabras de Pérez, el disco es "la historia del joven Ezekiel, que se encuentra con la problemática del cambio generacional; intenta luchar contra el mundo que le oprime, utiliza la violencia y se encuentra con la decadencia. Por eso, la música también es decadente". Musicalmente tiene un estilo mucho más jazzístico que el anterior. Las guitarras eléctricas casi han desaparecido, siendo sustituidas por las acústicas, y también cuenta con varias canciones cantadas por voces femeninas o infantiles en lugar de Juan Carlos Pérez.

## Lista de canciones
Todas las canciones con letra de Joseba Alkalde y música de Juan Carlos Pérez.
1. Ezekielen prophezia - 5:02
2. Ezekielen esnatzea I - 6:00
3. Ezekielen esnatzea II - 4:34
4. Ezekiel - 2:53
5. Ezekielen ikasgaia - 6:24
6. Ezekielen ametsa - 1:52
7. Ezekielen erantzuna - 4:13
8. Ezekiel: Ia maitasun kantu bat - 5:47

## Integrantes
- Juan Carlos Pérez - Guitarras y voz
- Joseba Erkiaga - Flauta
- Antton Fernández - Teclados
- Fran Lasuen - Violín y mandolina
- Mitxel Longaron - Percusión
- Carlos Jiménez - Saxofón y piano
- Shanti Jiménez - Bajo y voz
- Itziar Egileor - Voz solista en "Ezekielen ikasgaia"
- Joseba Beristain - Cuatro
- Coro Infantil Etorkizuna de Ondárroa - Voces en "Ezekiel" y "Ezekielen ametsa"
- Joseba Sáenz Ortuondo - Director del coro

- Datos: Q4779858